# Salsas emulsionadas

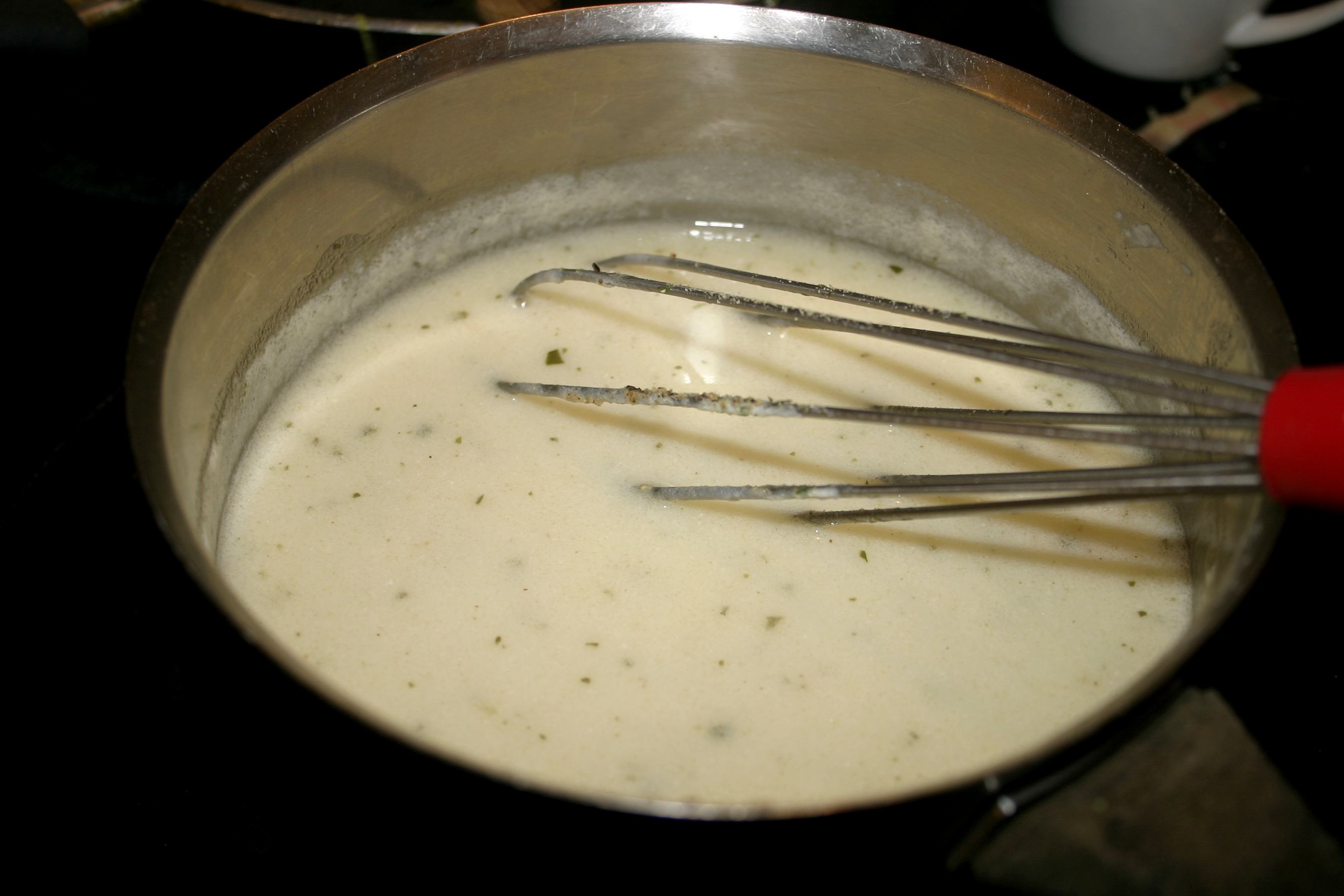
Las salsas emulsionadas necesitan de una actividad batidora para su formación.

Las salsas emulsionadas forman un conjunto de salsas cuyas características de elaboración pasan por la emulsión de un par de sus ingredientes. La emulsión prácticamente es la mezcla de dos líquidos no-miscibles. Por regla general uno de los ingredientes a emulsionar de este tipo de salsa suele ser graso: aceites, mantequillas, sebo, etc. La idea de emulsión hoy en día se ha extendido han surgido nuevas salsas en la gastronomía empleando este concepto. 

## Características
Las salsas emulsionadas poseen características generales a todas ellas, una de las más características es la inestabilidad. No mantienen las propiedades de textura a lo largo del tiempo y los componentes inmiscibles tienden a separarse. En la industria alimentaria se suelen usar aditivos para mitigar este fenómeno y para ello se suele añadir estabilizadores emulsificantes. En muchas salsas las proteínas del huevo (en particular la lecitina) hacen de forma natural esta misión de estabilización. Una forma de estabilización de una salsa emulsionada es el empleo del fenómeno emulsión de Pickering (estabilización mediante suspensión de partículas sólidas). 
Otra de las características es el empleo de medios mecánicos para realizar la mezcla. La emulsión necesita del batimiento para que las gotas de los líquidos vayan rompiendo su tensión superficial y tiendan a mezclarse. Este fenómeno se ve facilitado mediante la inclusión de emulsificadores que faciliten la mezcla. De la misma forma la inclusión de ingredientes proteicos (carnes, huevo, etc.) hace de emulsionante (facilitador de la emulsión) natural...

## Salsas emulsionadas
Las salsas emulsionadas que emplean como material graso aceites, generalmente suelen ser frías. Mientras las que emplean mantequilla como material graso necesitan ser calentadas para que se realice la emulsión. De esta forma se dividen en dos categorías.

### Salsas elaboradas con aceites
- Ajo cabañil - emulsión de aceite (y agua) con ajo.
- Alioli - emulsión de aceite de oliva y ajo. De la misma forma es el Toum del Líbano.
- Gribiche - aceite y mezcla batida de yema de huevo duro.
- Mahonesa - emulsión de aceite y huevo.
- Skordalia - emulsión de aceite y puré de patatas.
- El pil pil - emulsión de aceite con las proteínas de algunos pescados (como el bacalao).
- Vinagretas - emulsión de aceite de oliva y vinagre (en general cualquier líquido ácido).

### Salsas elaboradas con mantequillas
- Bearnesa - emulsión de mantequilla y yema de huevo.
- Holandesa - emulsión de mantequilla y zumo de limón.
- Choron - emulsión de mantequilla y salsa de tomate.
- Beurre blanc - emulsión de mantequilla y una reducción de vino blanco.
- Crema de mantequilla - dulce. Usada en repostería. Emulsión de mantequilla con un merengue de claras de huevo o un aparato a bomba.